# Sonja Oppenhagen

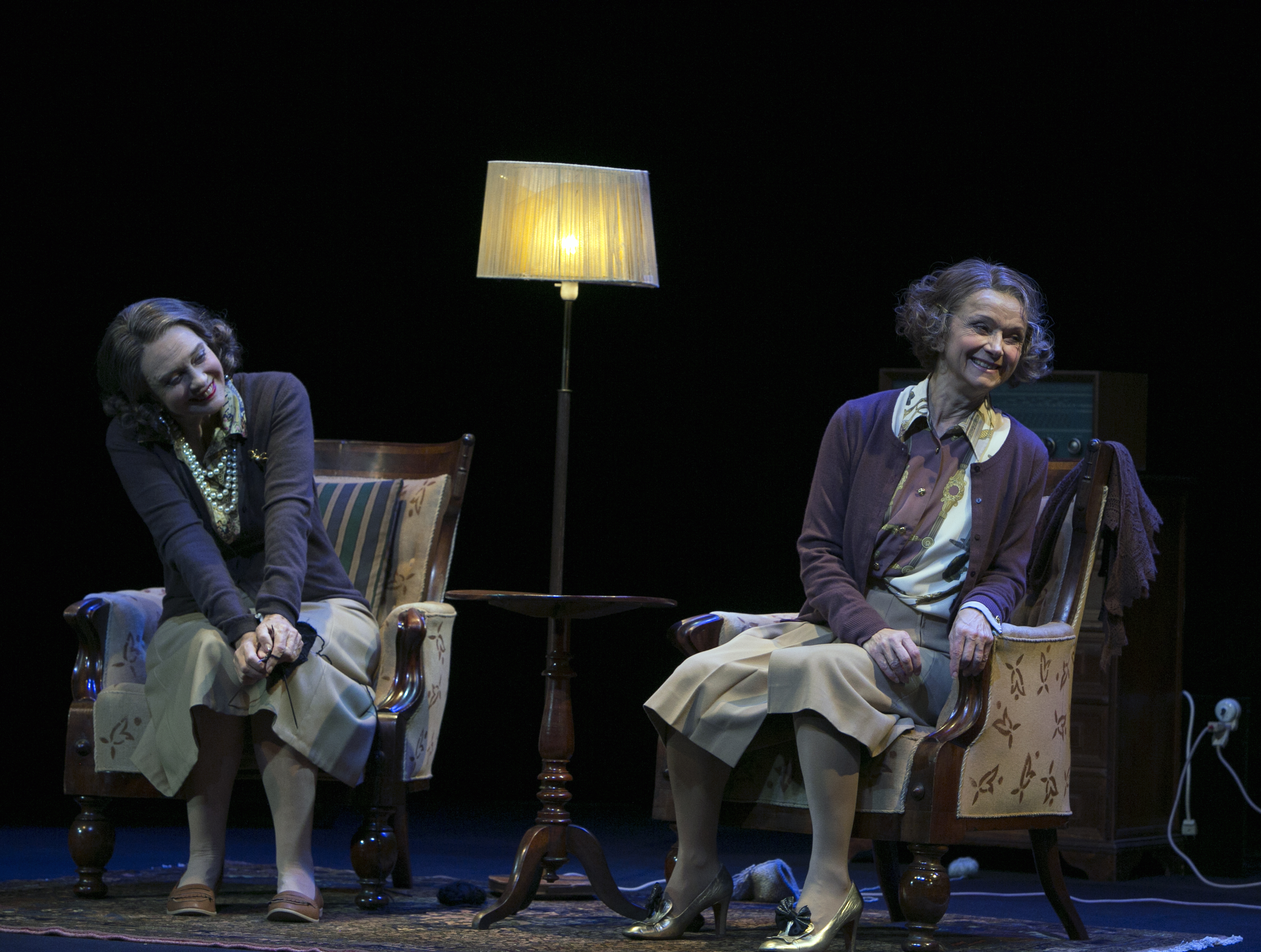
Malene Schwartz och Sonja Oppenhagen i Gustav Wieds Skærmydsler på Folketeatret 2015.

Sonja Oppenhagen, född 11 december 1948 i Valby, Danmark, är en dansk skådespelare.

## Biografi
Oppenhagen var från början utbildad till balettdansös. Hon har spelat såväl seriösa roller, som i Jon Fosses Mor og barn på Rialto Teatret 1999, som i revyer, musikaler och komedifilmer. Hon är kanske mest känd genom sin medverkan i den danska TV-serien Matador där hon spelade Vicki Arnesen.

## Filmografi i urval
- 1966 – Vår fantastiska dadda
- 1978–1981 – Matador (TV-serie)
- 1991 – Krummerne
- 1992 – Krummerne II
- 1999 – Kärlek vid första hick
- 2015–2022 – Badhotellet (TV-serie)